# رود سای (گیفو)
رود سای (به لاتین: Sai River) یک رود در ژاپن است که ۱۲ کیلومتر است.